# Alfredo Aguilar
Alfredo Aguilar (San Estanislao, 18 de julho de 1988) é um futebolista profissional paraguaio que atua como goleiro, atualmente joga pelo Sportivo Luqueño do Paraguai.

## Títulos
Guarany
- 2016 Clausura

Olimpia
- Campeonato Paraguaio: 2018 Apertura, 2018 Clausura, 2019 Apertura, 2019 Clausura, 2020 Clausura, 2022 Clausura
- Supercopa do Paraguai: 2021
- Copa do Paraguai: 2021

Ceará
- Copa do Nordeste: 2023